# Mosquée Al-Serkal
La mosquée Al-Serkal est la plus grande mosquée de Phnom Penh, capitale du Cambodge. Elle se trouve au nord du centre-ville. La mosquée construite en 1968, appelée la Mosquée internationale Dubaï-Phnom Penh, construite grâce à un don de l'Arabie saoudite, a été démolie en 2012.
Une nouvelle mosquée, don des Émirats arabes unis, a été construite pour environ 2 600 000 $, y compris une taxe urbanistique de 400 000 $, à l'emplacement de l'ancienne. Elle est inaugurée en 2014, et porte le nom de son donateur, la famille Al-Serkal. Elle comprend une grande salle de prière surmontée d'un dôme et une salle adjacente plus petite pour les femmes. De chaque côté se trouvent des bâtiments pour les ablutions. Le tout est entouré d'un vaste terrain autrefois bordé à l'ouest par le lac Boeung Kak asséché en 2009.

## Galerie

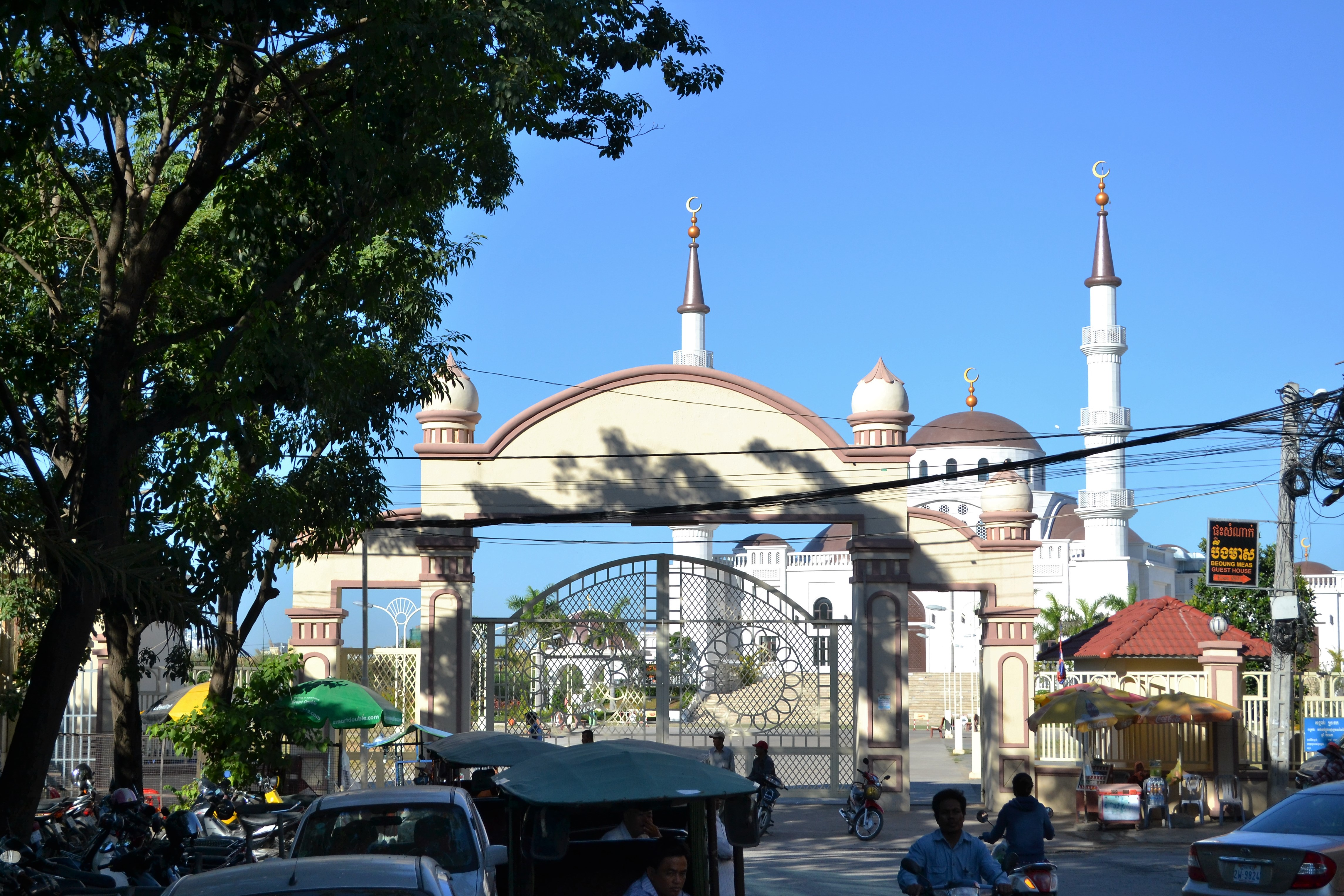
La mosquée principale vue de la rue.
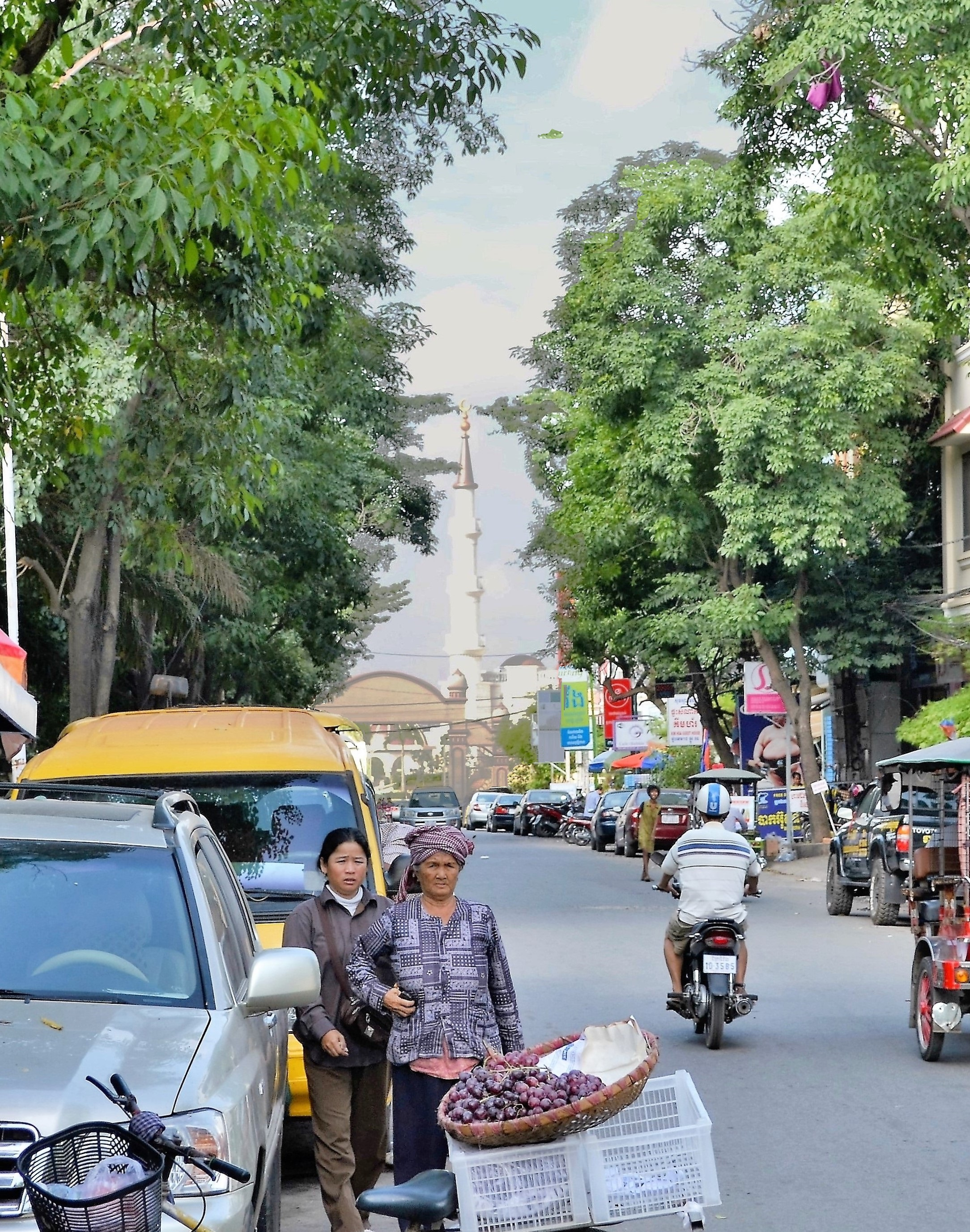
Un minaret dans la ville.
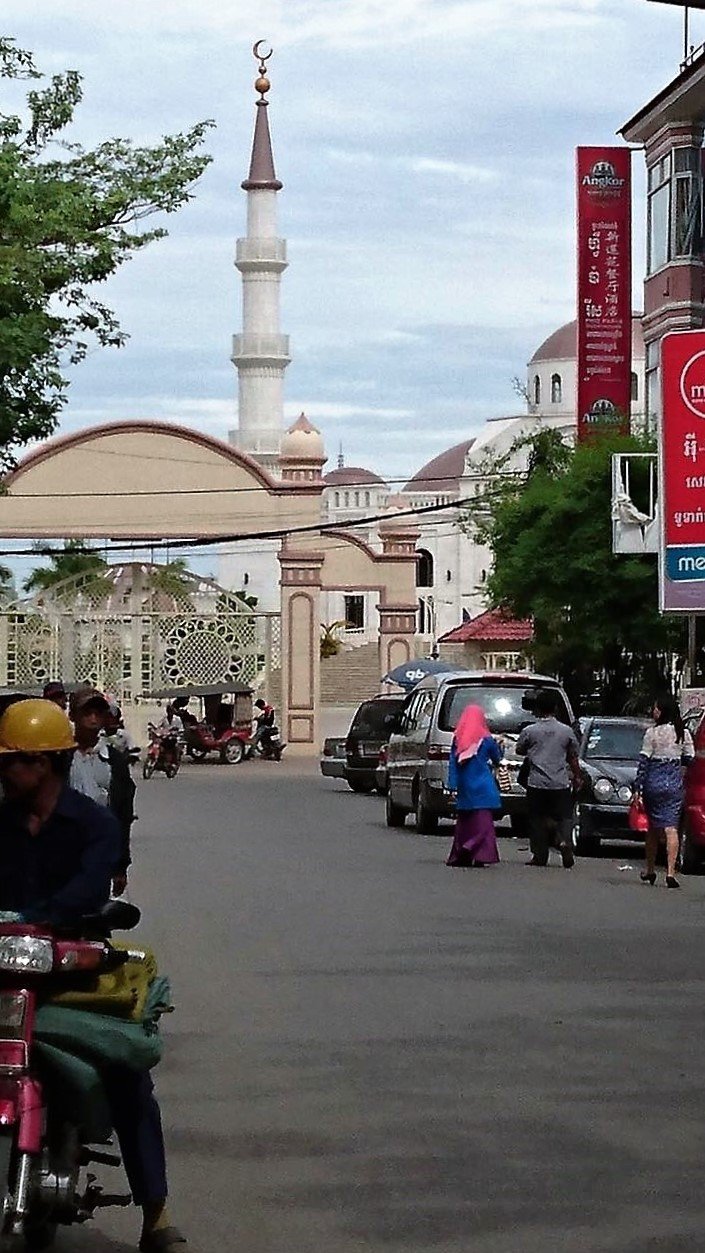
La mosquée dans la ville.
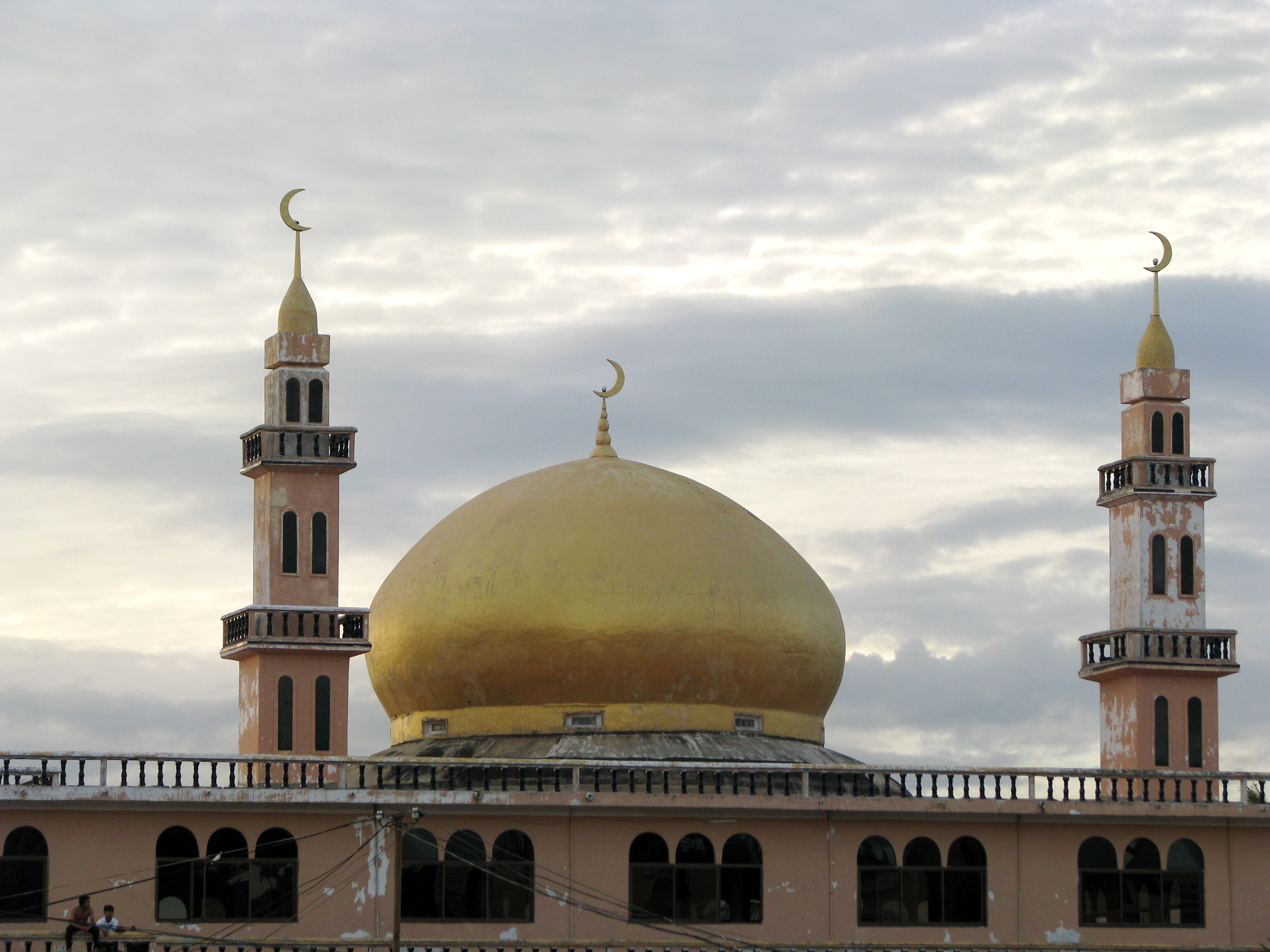
L'ancienne mosquée démolie en 2012.